# EsaBac
L'EsaBac è un doppio diploma di istruzione secondaria superiore italo-francese, firmato il 24 febbraio 2009 dal ministro italiano dell'Istruzione, dell'Università e della Ricerca (MIUR), Mariastella Gelmini, e il ministro francese dell'Educazione nazionale, Xavier Darcos.
L'accordo, entrato in vigore dal settembre 2010, consente agli allievi italiani e francesi di conseguire simultaneamente due diplomi, l'Esame di Stato italiano e il Baccalauréat francese, sostenendo un unico esame.
In Italia gli studenti affrontano quella che, fino al 2018, era la cosiddetta "quarta prova scritta" e che, con la riforma del ministro Marco Bussetti, è diventata la "terza prova scritta"; essa consiste in:
- una prova in letteratura francese (il candidato deve scegliere tra l'analisi di un testo, con quesiti di comprensione, di interpretazione e di riflessione personale, e il saggio breve, che consiste nella lettura e analisi di solitamente cinque documenti scritti o iconografici).
- una prova in storia in lingua francese (il candidato deve scegliere tra una composizione e lo studio con l'analisi di un insieme di documenti scritti/iconografici). Per il superamento eccellente (o almeno buono) della prova, lo studente deve avere ampie conoscenze di storia generale.

Durante la prova è ammesso unicamente l'uso di dizionari e/o vocabolari mono-lingua francese.
- Con l'esito positivo della prova EsaBac e con il superamento dell'esame italiano, al candidato viene consegnato il diploma di maturità italiana e francese.
- Con l'esito negativo della prova EsaBac e con il superamento dell'esame italiano, al candidato viene consegnato il diploma di maturità italiana.
- Con l'esito positivo della prova EsaBac e con l'esito negativo dell'esame italiano, al candidato non viene consegnato il diploma di maturità.
- Con l'esito negativo sia dell'EsaBac sia dell'esame italiano, al candidato non viene consegnato il diploma di maturità.

I numeri dell’EsaBac sono:
- circa 400 licei in tutte le regioni italiane;
- 42 licei in Francia;
- oltre 10 000 alunni italiani iscritti in sezione EsaBac nel triennio, con 700 diplomati nel 2011, 2500 nel 2014, quasi 4000 nel 2015;
- 85%: percentuale di successo all’esame di francese;
- 15%: percentuale dei diplomati EsaBac con il massimo dei voti (contro il 5% della media nazionale);
- oltre 1000 docenti di lingua e letteratura francese e di storia in francese (DNL);
- 20 insegnanti italiani di storia invitati a partecipare ad un corso di perfezionamento estivi dal MIUR e dall’Ambasciata di Francia ogni anno.[3]